# Network Security Services
Die Network Security Services (NSS; deutsch „Netzwerk-Sicherheitsdienste“) sind eine Sammlung von Programmbibliotheken für die sichere Kommunikation zwischen Client und Server. Sie werden überwiegend von den Mozilla-Produkten Firefox und Thunderbird sowie früher von Google Chrome für den Aufbau sicherer Verbindungen über die Protokolle SSL, TLS, S/MIME und PKCS verwendet. Dafür unterstützt NSS verschiedene Kryptoalgorithmen.
Chrome (bzw. Chromium) wechselte 2014 zu BoringSSL, einer Abspaltung von OpenSSL.
NSS wird darüber hinaus von LibreOffice, dem Messenger Pidgin und Unternehmen wie Red Hat und Oracle für verschiedene Produkte verwendet und von diesen gemeinschaftlich mit Mozilla entwickelt. Von Apache OpenOffice wird NSS ab der Version 4.1 (Mai 2014) ebenfalls verwendet.